# باغ کیانوش
باغ کیانوش فیلم ایرانی به کارگردانی و نویسندگی رضا کشاورز حداد و تهیه‌کنندگی محمدجواد موحد محصول سال ۱۴۰۲ است. این فیلم چهارمین اثر سینمایی تولید شده در باشگاه فیلم سوره زیرمجموعه حوزه هنری است که با حمایت کانون پرورش فکری کودکان و نوجوانان برای نخستین بار در چهل و دومین دوره جشنواره بین‌المللی فیلم فجر اکران شد.

## داستان
داستان این فیلم از رمانی با همین نام از علی اصغر عزتی پاک اقتباس شده است. حمزه و عباس تصمیم می‌گیرند در روز جشن ازدواج پسر کیانوش به باغ او دستبرد بزنند. این ماجرا با سقوط یک هواپیمای بمب‌افکن عراقی در نزدیکی باغ هم‌زمان می‌شود. سقوط هواپیما و ورود خلبان آن به باغ کیانوش ماجراهایی را رقم می‌زند.

## جوایز
- برنده سیمرغ بلورین بهترین دستاورد فنی و هنری چهل و دومین جشنواره فیلم فجر
- برگزیده به عنوان بهترین فیلم از سی و ششمین جشنواره بین‌المللی فیلم‌های کودکان و نوجوانان[۶]

## رده‌بندی سنی و توصیه‌ها
فیلم «باغ کیانوش» از سوی سازندگان فیلم دارای رده‌بندی سنی «۹+» اعلام شد.
بر اساس گزارش کدومو، تجربه والدینی که این فیلم را با کودکان زیر 12 سال تماشا کرده‌اند نشان داده است که برخی از کودکان پس از تماشای فیلم دچار ترس شده‌اند.بر همین اساس،هرچند این فیلم سینمایی سرشار از لحظات طنز است اما میزان خشونت و ترس اثر باعث می‌شود تا تماشای آن برای نوجوانان زیر 12 سال ممنوع و برای بالای 13 سال به انتخابی حساس تبدیل شود.
قابل ذکر است موضوع رده‌بندی سنی «باغ کیانوش» در زمان اکران فیلم، موجب بحث‌ها و اختلاف‌نظرهایی شد. برخی گزارش‌ها حاکی از آن است که این موضوع چند میلیارد تومان به فروش فیلم آسیب وارد کرده است.